# Brevipalpus pinicola
Brevipalpus pinicola är en spindeldjursart som beskrevs av Pritchard och Baker 1958. Brevipalpus pinicola ingår i släktet Brevipalpus och familjen Tenuipalpidae. Inga underarter finns listade.